# Training Day (serie de televisión)
Training Day es una serie de televisión estadounidense de crimen y suspenso, basada en la película de 2001 del mismo nombre. La serie se estrenó el 2 de febrero de 2017 en CBS.
El 17 de mayo de 2017, Training Day fue cancelada por CBS.

## Personajes
- Bill Paxton como el inspector Frank Roarke, jefe rebelde de la sección de Investigación Especial de la Policía de Los Ángeles cuyos dudosos métodos para luchar contra el crimen lo ponen en el punto de mira.
- Justin Cornwell como el agente Kyle Craig, un policía novato que se hace pasar por el nuevo aprendiz de Frank con el fin de mantenerlo vigilado.
- Julie Benz como Holly Butler, una madame de Hollywood que tiene una relación romántica con Frank.
- Katrina Law como la inspectora Rebecca Lee, una oficial del SIS, una unidad que va tras lo peor de lo peor. Fue rescatada de traficantes de seres humanos por Frank cuando tenía siete años de edad, y ve en él al padre que nunca tuvo.
- Drew Van Acker como el inspector Tommy Campbell, otro oficial SIS y ex surfista profesional.
- Christina Vidal como la inspectora Valeria Chavez, una investigadora en la División de robos y homicidios.
- Lex Scott Davis como Alyse Arrendondo, profesora de historia y esposa de Kyle.
- Marianne Jean-Baptiste como la Jefa de división Joy Lockhart, ex supervisora de Frank y actual supervisora de Kyle que lo envió encubierto para investigar a Frank.

## Doblaje al español
| Personaje              | Doblador (España)    | Actor                  |
| ---------------------- | -------------------- | ---------------------- |
| Inspector Frank Rourke | Luis Bajo            | Bill Paxton            |
| Inspector Kyle Craig   | Eduardo del Hoyo     | Justin Cornwell        |
| Rebecca Lee            | Catherina Martínez   | Katrina Law            |
| Tommy Campbell         | Iván Jara            | Drew Van Acker         |
| Valeria Chávez         | Ana Jiménez          | Christina Vidal        |
| Joy Lockhart           | Isabel Donate        | Marianne Jean-Baptiste |
| Holly Butler           | Lourdes Montes       | Julie Benz             |
| Sra. Craig             | María Jesús Varona   | Lela Rochon            |
| Moreno                 | César Díaz Capilla   | Noel Gugliemi          |
| Créditos técnicos      |                      |                        |
| Estudio de doblaje     | Estudio de doblaje   | TECNISON, Madrid       |
| Director de Doblaje    | Director de Doblaje  | Antonio Villar         |
| Traductor de Doblaje   | Traductor de Doblaje | Álvaro Méndez          |

## Recepción
Training Day recibió críticas generalmente negativas de los críticos. En Rotten Tomatoes, la temporada tiene un puntaje de 21% basado en 29 comentarios, con un promedio medio de 4.2/10. El sitio web dice lo siguiente, "Training Day falls short of recapturing the excellence of the film in its television incarnation -- and fails to distinguish itself from the current squad of tired police procedurals." En Metacritic, tiene una puntuación de 38 de 100, basado en 27 comentarios, indicando "críticas generalmente desfavorables".